# تامی لورنس
تامی لورنس (انگلیسی: Tommy Lawrence; ۱۴ مهٔ ۱۹۴۰ – ۱۰ ژانویهٔ ۲۰۱۸) بازیکن فوتبال اهل بریتانیا بود.
از باشگاه‌هایی که در آن بازی کرده‌است می‌توان به باشگاه فوتبال ترانمره راورز، باشگاه فوتبال لیورپول، و تیم ملی فوتبال اسکاتلند اشاره کرد.
وی همچنین در تیم‌های ملی فوتبال زیر ۲۳ اسکاتلند بازی کرده‌است.